# Auliscomys
Genre
Auliscomys est un genre de rongeurs de la famille des cricétidés.

## Liste des espèces
Selon Mammal Species of the World (version 3, 2005)  (24 mars 2016) et ITIS (24 mars 2016)
- Auliscomys boliviensis (Waterhouse, 1846)
- Auliscomys pictus (Thomas, 1884)
- Auliscomys sublimis (Thomas, 1900)